# Huta-Bobrîțka, Iemilciîne
Huta-Bobrîțka (în ucraineană Гута-Бобрицька) este un sat în comuna Budo-Bobrîțea din raionul Iemilciîne, regiunea Jîtomîr, Ucraina.

## Demografie
Componența lingvistică a localității Huta-Bobrîțka
     Ucraineană (100%)
Conform recensământului din 2001, toată populația localității Huta-Bobrîțka era vorbitoare de ucraineană (100%).